# Таттергуд
«Таттергуд» (норвезька: Lurvehette) — норвезька казка, зібрана Пітером Крістеном Асб'єрнсеном та Єрґеном Му.
В Аарне-Томпсона тип 711, красивий і потворний близнюк. Цей тип казок досить поширений у Норвегії та Ісландії та дуже рідкісний в інших місцях.
Версія казки також з'являється в «Книзі відьом» і «Виборі магії» Рут Меннінг-Сендерс.

## Конспект
Король і королева не мали дітей, що дуже засмучувало королеву. Щоб полегшити самотність королеви, вони прийняли дівчинку, яку виховували як свою. Одного разу, коли королева побачила, як її прийомна дочка грає з дівчинкою-жебрачкою, вона вилаяла прийомну дочку і спробувала прогнати іншу дівчинку. Проте дівчина-жебрачка згадала, що її мати знає спосіб, щоб королева завагітніла.
Коли королева підійшла до жебрачки, жінка заперечила, що володіє таким знанням. Королева пригостила жінку вином стільки, скільки жінка забажала, поки жінка не сп'яніє. Коли королева запитала п'яну жебрачку, як їй народити власну дитину, жебрачка сказала їй перед сном вимитися у двох відрах води, а потім вилити воду під ліжко. Наступного ранку з-під ліжка виростуть дві квітки: одна гарна, а друга рідкісна. Жебрачка сказала королеві, що вона повинна з'їсти красиву, але не їсти огидну, незважаючи ні на що. Королева послухалася цієї поради, і наступного ранку під ліжком лежали дві квітки. Одна була яскрава і прекрасна, а інша була чорна і мерзенна. Королева одразу ж з'їла чудову квітку, але вона була така солодка, що їй захотілося іншої, і вона також з'їла її.
Незабаром після цього королева народила дитину. Вона народила дівчинку, яка несла в руці дерев'яну ложку і їздила верхи на козі. Вона була дуже потворною і гучною з моменту свого народження. Королева втратила надію мати таку доньку, поки дівчина не скаже матері, що її наступна дитина буде чесною та доброю. Як і обіцяла дівчина, цариця народила другу доньку, красиву та милу, що дуже сподобалось королеві. Сестри були настільки різними, як тільки могли бути, але дуже любили одна одну. Старшу доньку назвали Таттергуд, тому що на неслухняному волоссі вона носила пошарпаний каптур.
Одного Святвечора, коли дівчата були наполовину дорослими, на галереї біля покоїв королеви зчинився великий галас. Коли Таттергуд зажадала знати, що спричинило шум, королева неохоче розповіла, що це була зграя тролів (у деяких версіях відьом), які приходять до палацу кожні сім років. Таттергуд, будучи свавільною, вирішує прогнати тролів і наказує своїй матері тримати двері щільно зачиненими. Стурбована Таттергуд, її молодша сестра відкриває одні з дверей під час битви з тролями. Її голову миттєво відриває троль і замінює головою теляти, після чого тролів проганяють.
Щоб відновити голову своєї сестри, Таттергуд відправляється на кораблі без екіпажу чи компанії, окрім власної сестри. Вони прибувають на острів тролів, і Таттергуд бореться з тролями та успішно повертає голову своєї сестри. Сестри втікають і потрапляють у далеке королівство. Король овдовів і мав одного сина, закохався в молодшу сестру з першого погляду. Однак вона заявила, що не вийде заміж, доки це не зробить Таттергуд. Король благав свого сина одружитися з Таттергуд, і врешті-решт той неохоче погодився.
Обидві сестри мали вийти заміж за своїх наречених в один день. Король, його юна принцеса-наречена та син короля були по-королівськи прикрашені, тоді як Таттергуд відмовилася одягатися й із задоволенням носила своє лахміття. Коли пари їхали до церкви, щоб вінчатися, Таттергуд запитала свого нареченого, чому він не запитав, чому вона їздить верхи на козлі, і коли він належним чином запитав, вона відповіла, що їздила верхи на великому коні, яким він одразу й став. Вона запитала принца, чому він не запитує, чому вона несе дерев'яну ложку, про що він запитує, а вона оголошує її віялом (або в деяких версіях паличкою), на яку вона перетворюється. Це повторюється з пошарпаним капюшоном, який перетворився на золоту корону, і з самою Таттергуд, чия краса, за її словами, перевершує красу її сестри, що потім і відбувається. Тепер принц розуміє, що вона хоче виглядати обірваною, і що її краса не має значення. Тепер він радий одружитися з нею.

## Аналіз

### Казковий тип
Казка класифікована в міжнародному індексі Аарне-Томпсона-Утера як тип ATU 711, «Красиві і потворні близнята (сестри)». За словами вченого Ørnulf Hodne її оригінальна назва також є назвою казки в Норвегії Типи норвезької народної казки.

### Варіанти
Повідомляється, що казковий тип існує локально у скандинавських країнах, у Норвегії (6 варіантів), Ісландії, Данії та Швеції. Крім того, тип був зареєстрований в Ірландії та Америці.
Фольклорист Хасан М. Ель-Шамі стверджував, що цей тип казки поширений лише на європейському континенті, але в Туреччині існують варіанти.

## Подальше читання
- Sehmsdorf, Henning K. (1989). AT 711 'The Beautiful and the Ugly Twin': The Tale and Its Sociocultural Context. Scandinavian Studies. 61 (4): 339—352. JSTOR 40919073. ProQuest 1296989641.